# Dakoura
Dakoura est une localité située dans le département de Loropéni de la province du Poni dans la région Sud-Ouest au Burkina Faso.

## Géographie
Dakoura se trouve à environ 17 km à l'est du centre de Loropéni, le chef-lieu du département. Le village est traversé par la route nationale 11.

## Santé et éducation
Le centre de soins le plus proche de Dakoura est le centre de santé et de promotion sociale (CSPS) de Loropéni tandis que le centre médical se trouve à Kampti et que le centre hospitalier régional (CHR) de la province est à Gaoua.